# Катерина Панюшкіна
Катерина Панюшкіна (нар. 29 січня 1981) — колишня російська тенісистка.
Найвищу одиночну позицію світового рейтингу — 635 місце досягла 20 грудня 1999, парну — 291 місце — 11 жовтня 1999 року.
Здобула 3 парні титули туру ITF.
Завершила кар'єру 2000 року.

## Фінали ITF
| турніри $100,000 |
| турніри $75,000  |
| турніри $50,000  |
| турніри $25,000  |
| турніри $10,000  |

### Парний розряд: 4 (3–1)
| Результат | Ранг | Дата             | Турнір             | Покриття | Партнерка               | Суперниці                          | Рахунок       |
| --------- | ---- | ---------------- | ------------------ | -------- | ----------------------- | ---------------------------------- | ------------- |
| Перемога  | 1.   | 1 листопада 1998 | Мінськ, Білорусь   | Килим    | Анастасія Родіонова     | Ольга Глущенко Тетяна Пучек        | 7–5, 5–7, 6–3 |
| Поразка   | 2.   | 21 червня 1999   | Стамбул, Туреччина | Тверде   | Гульнара Фаттахетдінова | Дуйґу Акшит Оал Ґюльберк Ґюльтекін | 6–3, 2–6, 3–6 |
| Перемога  | 3.   | 9 серпня 1999    | Стамбул, Туреччина | Тверде   | Надія Островська        | Людмила Нікоян Катерина Сисоєва    | 6–0, 6–2      |
| Перемога  | 4.   | 27 вересня 1999  | Тбілісі, Грузія    | Ґрунт    | Марія Головизніна       | Надія Островська Катерина Сисоєва  | 6–0, 6–2      |